# Pseudotribos
Pseudotribos is een geslacht van uitgestorven zoogdieren uit de Shuotheridia, een kleine groep uit het Jura. Dit dier leefde tijdens Midden-Jura (ongeveer 165 miljoen jaar geleden) in wat nu de Volksrepubliek China is. 
Fossielen zijn gevonden in de Daohugou Beds. Pseudotribos was ongeveer 12 cm lang en 20 tot 30 gram zwaar. Het was een op de grond levend omnivoor dier met sterke poten die waarschijnlijk werden gebruikt voor graven. 
De tanden van Pseudotribos vertonen overeenkomsten met die van de Theria (buideldieren en placentadieren), hoewel het nauwer verwant is aan de monotrematen. Het zogenoemde tribosphenische tandenpatroon van de Theria stelt deze zoogdieren in staat om naast voedsel af te bijten het ook te kraken en te malen. Lang werd gedacht dat het tribosphenische tandenpatroon uniek was voor de Theria, maar het pseudotribosphenische tandenpatroon van Pseudotribos toont aan dat dergelijke aanpassingen ook bij andere zoogdiergroepen voorkwamen.